# WEBA 1–3
Die Dampflokomotiven WEBA 1–3 wurden von der Lokomotivfabrik Jung für die Westerwaldbahn gebaut. Sie wurden 1912 und 1913 in Dienst gestellt und waren die ersten Lokomotiven der Gesellschaft. Sie waren bis 1959 in Betrieb und wurden danach ausgemustert sowie verschrottet.

## Geschichte
Anfang 1911 wurden für die Erstausstattung der Westerwaldbahn zwei Lokomotiven bei Jung in Auftrag gegeben, die in vielen Teilen mit der preußischen T 13 übereinstimmten, aber auch viele Teile der Preußischen T 9.3 besaßen. 1912 wurden die ersten beiden Lokomotiven in Dienst gestellt, denen 1913 noch eine dritte folgte.
Die Lokomotiven haben sich auf der Bergstrecke der Westerwaldbahn gut bewährt. Sie waren besonders auf der Steigungsstrecke bis Bindweide manchmal mit Vorspann mit Güterzügen bis zur Lastgrenze eingesetzt. Das rechtfertigte auch ihre lange Einsatzdauer bis zum Erscheinen der Diesellokomotiven Jung R 30 B. Als erste schied die Lok 1 1955 aus dem Dienst aus. Die Lok 2 wurde zu einem nicht bekannten Zeitpunkt an die Werkbahn der Zeche Julia verkauft und die Lok 3 wurde 1959 an die Märkische Steinkohlengewerkschaft verkauft, wo sie ausgemustert wurde.

## Technik
Die Lokomotiven besaßen einen Blechrahmen mit einer Stärke von 20 mm. In ihm war die fest gelagerte dritte Achse die Treibachse. Ebenfalls fest gelagert war die erste Achse der Lok. Die zweite und vierte Achse besaßen ein Seitenspiel von 20 mm nach beiden Seiten.
Der Kessel war in seiner Bauform mit dem der Preußischen T 9.3 identisch. Die Dampfmaschine wurde mit Heusinger-Steuerung mit Flachschieber betrieben. Lok 2 wurde 1930 bei Jung auf Kolbenschieber umgebaut, außerdem erhielt sie einen Druckausgleich der Bauart Winterthur.
Sie waren mit einer Druckluftbremse Bauart Knorr sowie einer Wurfhebelbremse ausgestattet. Die Lokomotiven 1 und 2 besaßen bei Auslieferung eine Riggenbach-Gegendruckbremse. Für die Lok 3 gibt es dafür keinen Nachweis.